# Округ Роквол (Тексас)
Округ Роквол (енгл. Rockwall County) је округ у америчкој савезној држави Тексас. По попису из 2010. године број становника је 78.337.

## Демографија
Према попису становништва из 2010. у округу је живело 78.337 становника, што је 35.257 (81,8%) становника више него 2000. године.
| Група             | 2000.          | 2010.          |
| Белци             | 35.817 (83,1%) | 58.046 (74,1%) |
| Афроамериканци    | 1.396 (3,2%)   | 4.521 (5,8%)   |
| Азијати           | 568 (1,3%)     | 1.897 (2,4%)   |
| Хиспаноамериканци | 4.771 (11,1%)  | 12.470 (15,9%) |
| Укупно            | 43.080         | 78.337         |